# 美洲鹈鹕
美洲鹈鹕（学名：Pelecanus erythrorhynchos）为鵜形目鵜鶘科下的一种大型水鸟，以各种水生小动物为食。其身体大部分为白色，仅在飞行时能看到黑色的发翔羽。该鸟于夏季在美洲内陆繁殖，而在冬季会迁徙至南方沿海地区越冬，最远可抵达尤卡坦半岛。在20世纪，该鸟的种群曾因人类捕杀以及环境污染而显著下降，但目前由于立法保护和民众意识增强，其种群已经十分庞大，故IUCN将其评为无危。

## 物种命名
1785年，英国动物学家约翰·莱瑟姆根据三只采集于纽约州哈德逊湾的标本描述了一种他称作“rough-billed pelican”（意为「糙嘴鹈鹕」）的物种 。1789年，神圣罗马帝国的动物学家约翰·弗里德里希·格梅林在他修订并扩充的《自然系统》中基于莱瑟姆的描述正式命名了美洲鹈鹕。他将其划入鹈鹕属Pelecanus，并选择erythrorhynchos作为种加词。该词由古希腊语的（红）和（鸟喙）二词组合而来。美洲鹈鹕是没有亚种的单型种。

## 物种描述

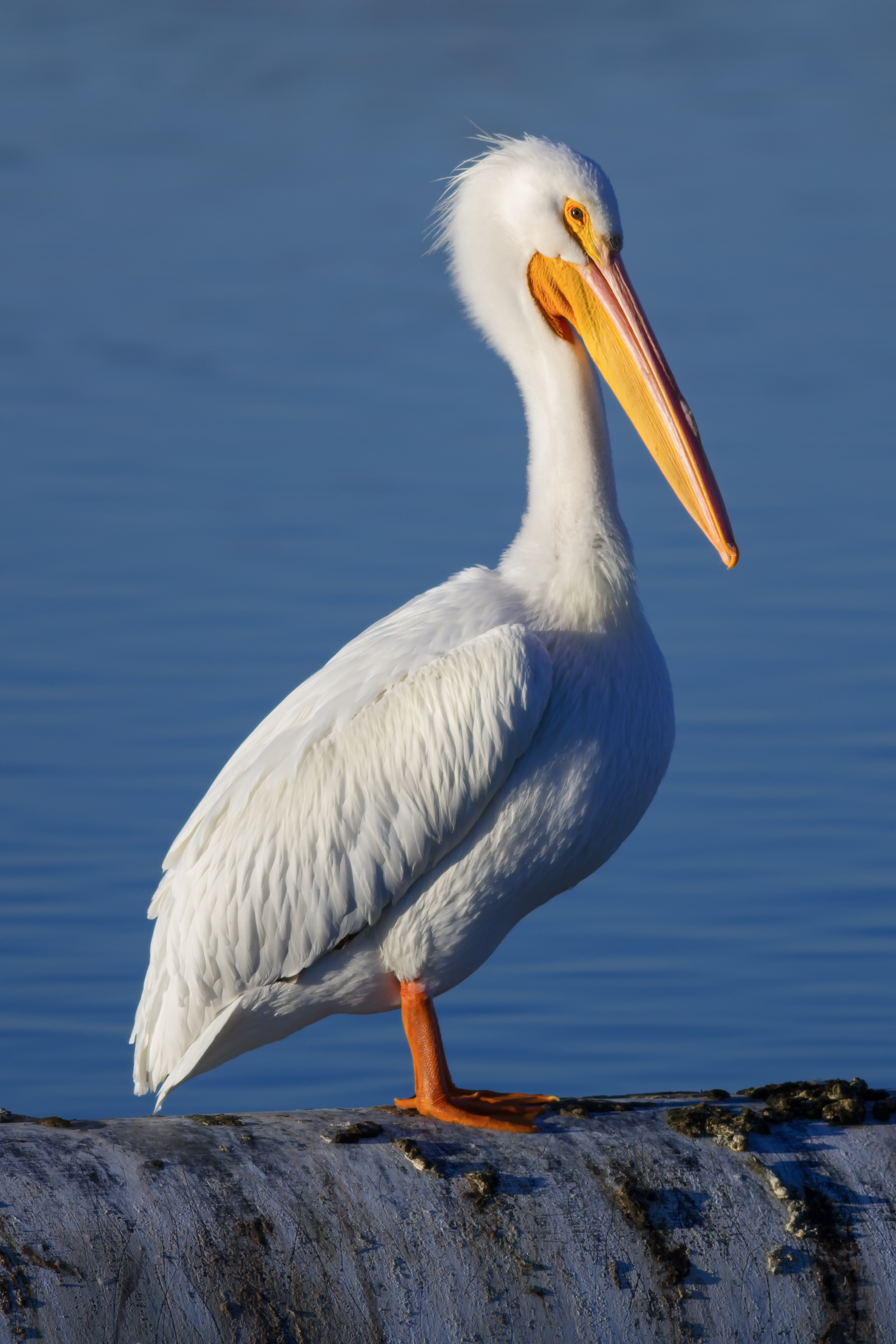
繁殖季外的美洲鹈鹕，摄于加利福尼亚州圣拉菲尔，注意其鸟喙颜色相对黯淡，两侧也没有角状物

美洲鹈鹕是北美洲体长最长的水鸟之一，与黑嘴天鹅体型相仿。该鸟羽翼丰满，全长130-180厘米，翼展2.4-2.9米，是除去加州神鹫外北美洲翼展最大的鸟类，其中雄鸟的翼展较大。雄鸟的鸟喙长29-39厘米，雌鸟则是26-36厘米。美洲鹈鹕体重3-13千克，但大部分个体均在5-9千克之间，平均体重则是6.9千克。其翅长52.5-63厘米，跗骨长10.8-13厘米，尾长13.5-16.7厘米，三者均是雄性略长于雌性。

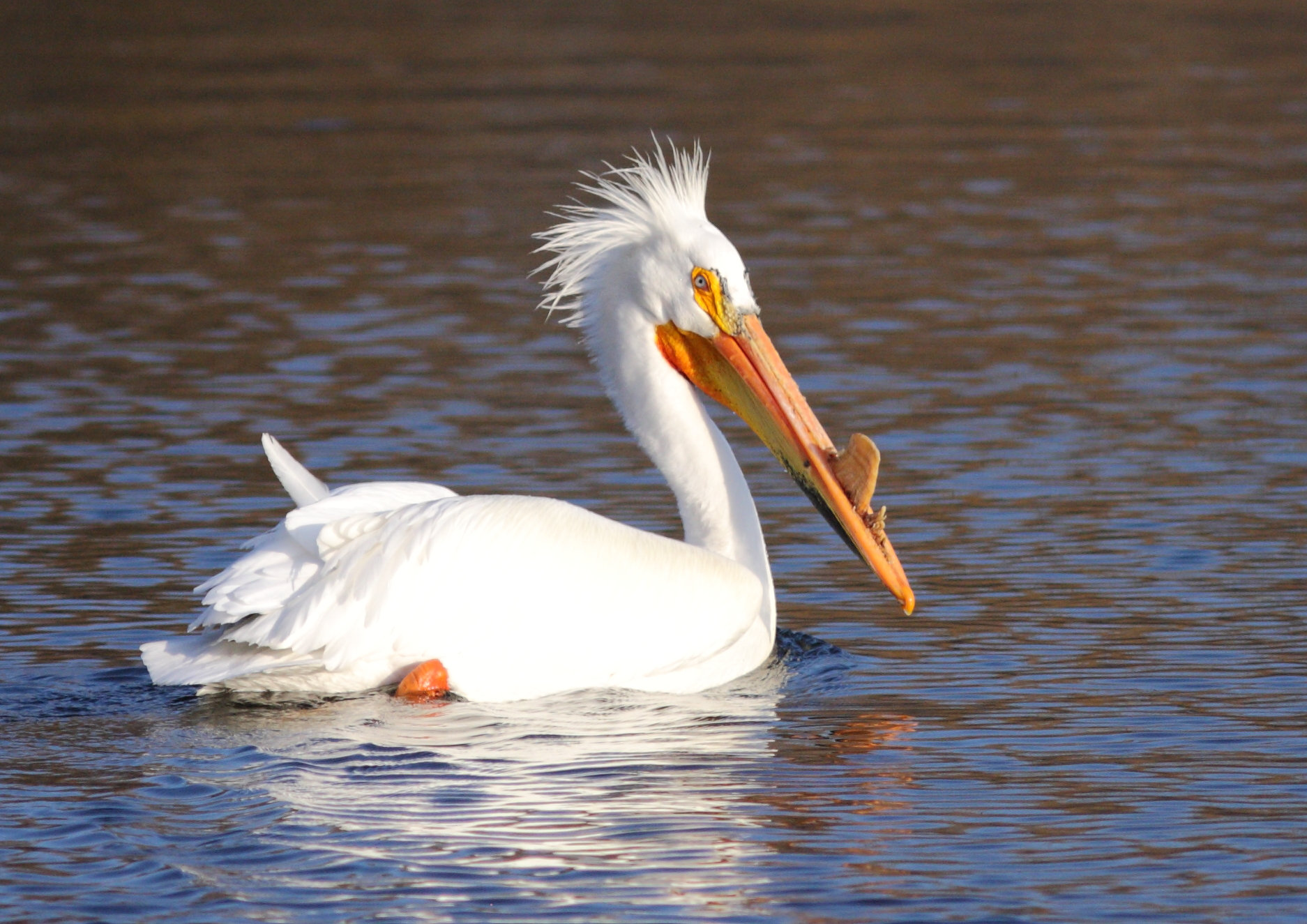
在威斯康星州绿湾繁殖的美洲鹈鹕，注意其橘红色的鸟喙及其角状凸起

美洲鹈鹕全身羽毛几乎全为白色，仅有只能在飞行时看到的初级和次级发翔羽是黑色。每年自春季起直至交配后，其胸前的羽毛会有黄色光泽，而在自繁殖季过渡至非繁殖季时头部会有灰色羽毛。

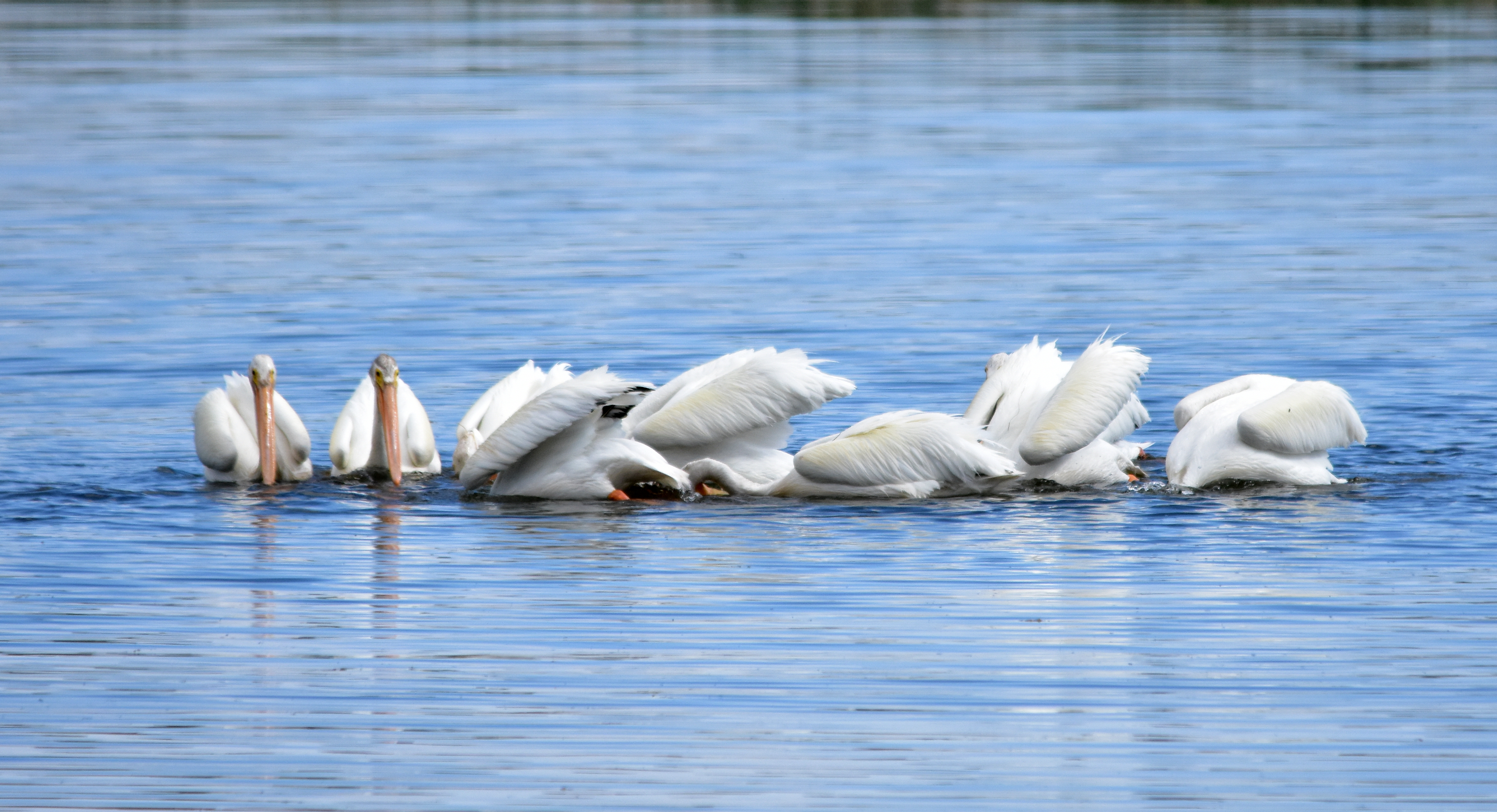
一群在水中觅食的美洲鹈鹕，摄于怀俄明州萨拉托加附近

美洲鹈鹕的鸟喙巨大，上部扁平，下方有一个大喉囊。在繁殖季，其鸟喙会变为和其结膜一样的橙红色，并在上端长出角状物，具体位置约是鸟喙最前端三分之一处。这些角状物在交配后即脱落，鸟喙也会变成黯淡的黄色。其面部、喉囊和足部等没有羽毛覆盖的身体部位均是橙色。

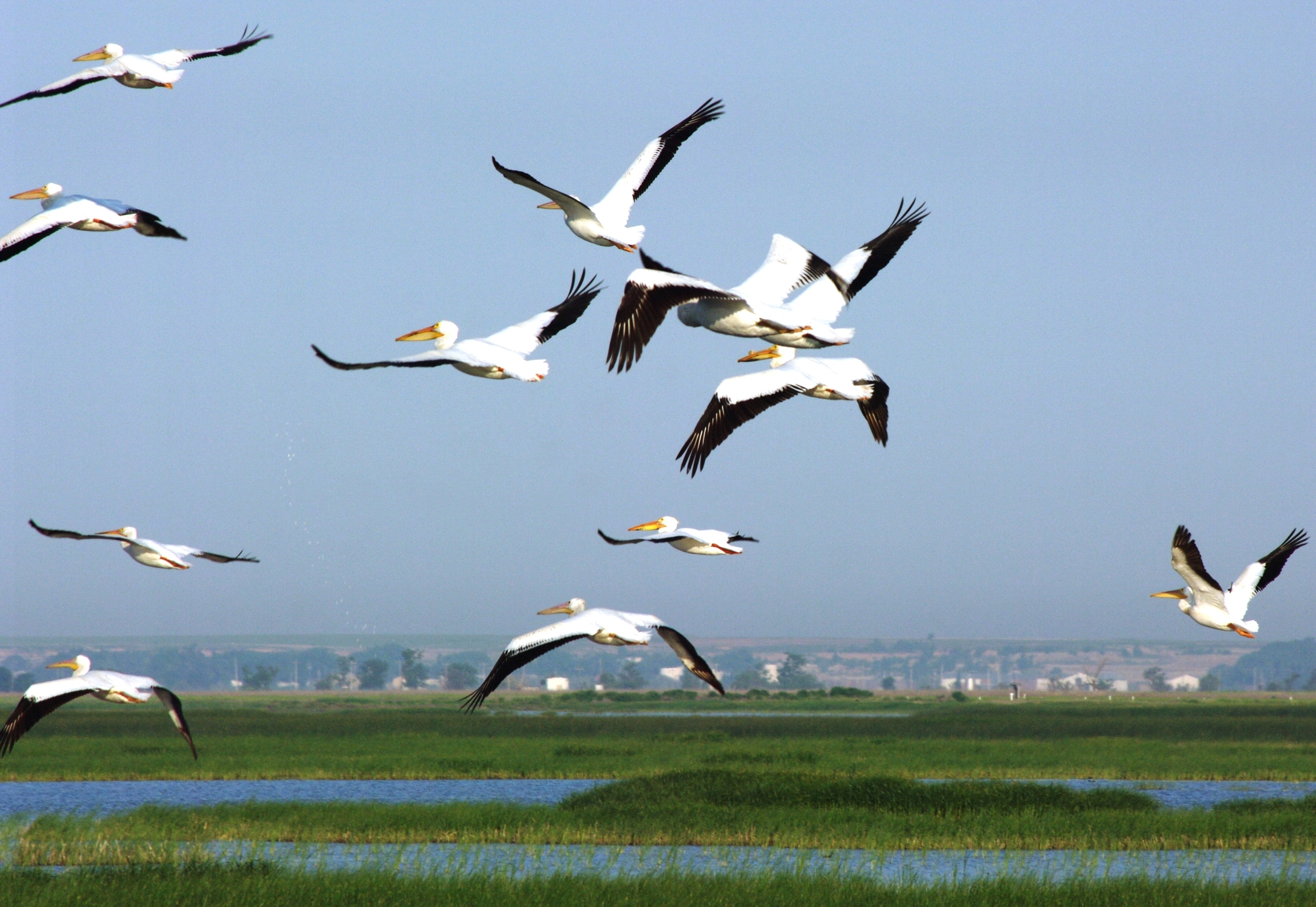
一群起飞的美洲鹈鹕，摄于堪萨斯州夏延洼地，注意其翅膀上黑色的发翔羽

除去体型不同外，不同性别的美洲鹈鹕外观几乎一致。雏鸟在出生的前数週没有羽毛，之后会逐渐长出覆盖全身的白色绒羽。未成年个体的发翔羽和颈部羽毛为暗褐色，而裸露的部分则是暗灰色。

## 物种分布

### 繁殖地范围
美洲鹈鹕多在水草茂密的沼泽、湿地和河流附近成群筑巢繁殖。其繁殖地多为北美洲内陆地区，包括加拿大的草原三省以及美国的蒙大拿州、北达科他州、南达科他州、怀俄明州、明尼苏达州、爱达荷州，以及犹他州、内华达州、加利福尼亚州和科罗拉多州等州份北部。其最北的繁殖地约为零度等温线，而最东的繁殖地则是苏必利尔湖。

### 越冬地范围
一般而言，美洲鹈鹕会在1月最低温度高于4℃的地区越冬。其越冬地多是温暖的沿海地区，例如加利福尼亚州中南部和墨西哥湾沿岸，一部分种群也会在加州内陆、亚利桑那州南部、墨西哥高原以及密西西比河下游越冬。该鸟最南的越冬地是墨西哥的尤卡坦半岛北部，但部分个体会在迁徙途中被飓风吹离，并因此出现在其越冬范围以外的地区，像是伯利兹、牙买加、安提瓜和巴布达、巴拿马和洪都拉斯。目前，最南的目击记录位于哥伦比亚的卡拉马尔。越冬地位于美洲大陆分水岭不同侧的个体之间鲜少会有互动。
此外，得克萨斯州南部及塔毛利帕斯州北部有一支不进行迁徙的种群。

## 生态

### 迁徙
绝大多数美洲鹈鹕为候鸟。其有两条迁徙路径，分别对应繁殖地在落基山脉两侧的种群。其中，西侧种群多向南前往加利福尼亚和墨西哥西部，而东侧种群则会向东南飞往墨西哥湾沿岸。

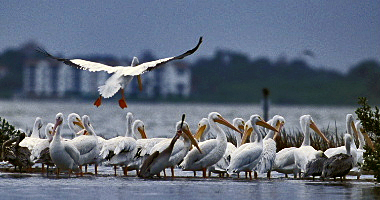
美洲鹈鹕群聚于佛罗里达州鹈鹕岛国家自然保护区，两侧的褐色鸟类系褐鹈鹕

美洲鹈鹕抵达繁殖地时间各地不一，一般是在当地河冰融化之时：在内华达州繁殖的美洲鹈鹕会在每年二月末至三月初抵达；犹他州繁殖的种群则是三月上旬；怀俄明州黄石公园内的种群一般于四月抵达；而在加拿大繁殖的种群则要迟至四月末至五月方会抵达。其南下的时间则取决于其越冬地点和繁殖地温度。
美洲鹈鹕会成群迁徙，其鸟群一般最少有180只个体。在白天，美洲鹈鹕会借助上升的热气流以节省飞行所需的能量，飞行高度约为12-15米；而在晚上，美洲鹈鹕会停下休息并在次日黎明再次出发。

### 觅食
美洲鹈鹕的捕食地点多为湿地、沼泽或是河畔，水深一般不超过2.5米。在觅食时，美洲鹈鹕会站立于岸边或漂浮于水上，寻找水里的小鱼、鳌虾和两栖类。找到猎物后，该鸟会立刻将鸟喙伸入水中将猎物舀起并将其吞入喉囊中。美洲鹈鹕一般在昼间捕猎，但在繁殖季也会于夜晚捕食。美洲鹈鹕有集群捕猎的习性：数只美洲鹈鹕会一起通过扇动翅膀或是将鸟喙插入水中等方式将成群的猎物驱赶至岸边以便捕食。其狩猎群规模可达20只。此外，美洲鹈鹕会从其他水鸟处掠夺猎物，其目标包括其他美洲鹈鹕、褐鹈鹕、大蓝鹭、角鸬鹚和各种鸥。

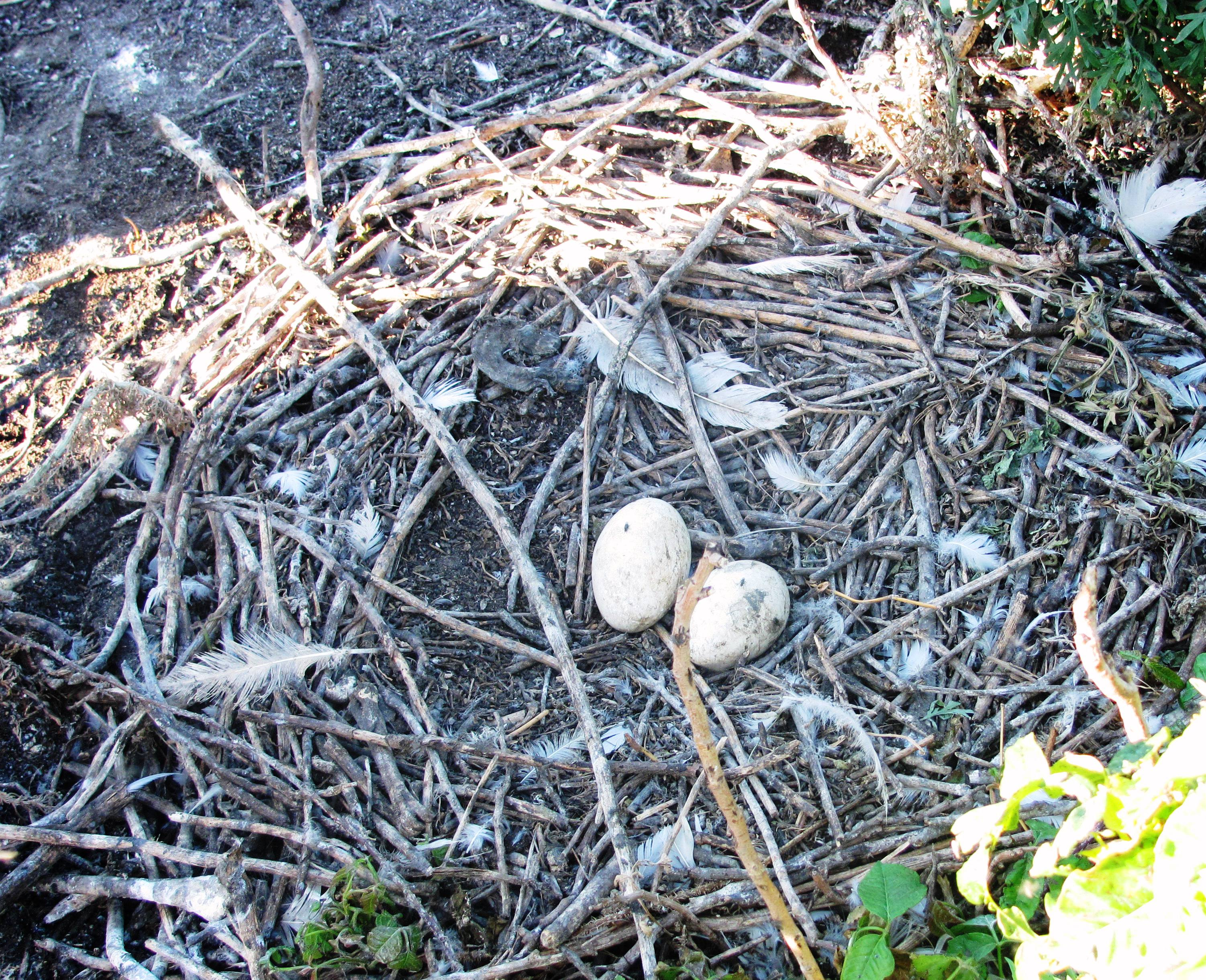
美洲鹈鹕的鸟巢，摄于北达科他州切斯湖国家自然保护区

### 生命週期
美洲鹈鹕在抵达繁殖地数日后就会开始求偶。确认配偶后，双亲均会参与筑巢。其巢穴略高于地面，由砂砾、泥土以及植被筑成，宽度多在60厘米上下，深约20厘米。雌鸟会在鸟巢建成后4-5天内产下一枚蛋，并在1-2天后产下第二枚。其蛋约需30天孵化。其鸟蛋为黯淡的白垩色，呈椭圆形，长宽为90×56.5毫米，重量约为母鸟体重的2-3%。孵化会持续约一个月，期间父母双方会轮流孵蛋和捕食。新孵化的雏鸟视觉尚未发育完全，运动协调能力亦极差，只能勉强抬起头部以接受父母的投喂或爬行数英寸。由于幼鸟没有羽毛，其无法恒定自己的体温，故会不停颤抖。已有一定运动能力的幼鸟会在夜间抱团取暖。较为年长的幼鸟会用鸟喙啄击同一巢穴中的其他幼鸟，将其驱赶至巢中较靠后的位置并因此更难被父母投喂而死亡率更高。
在破壳1-2週后，幼鸟便可在巢穴周围爬行，而至20-24天大时更可站立行走，26天大时则能游泳。2月龄的幼鸟已具有飞行能力，并会在此前几天一边振翅一边奔跑。父母一般会在幼鸟破壳后17-25天后离开，只会在喂食时返回。期间幼鸟会形成由2-3只个体组成的小群体。同一群体的幼鸟会彼此通过摩擦身体或肢体动作进行交流，尤其是在父母投喂结束后获得食物不足的幼鸟会向其他幼鸟寻求食物。如果对方拒绝分享食物，则可能会出现互相攻击的情况。

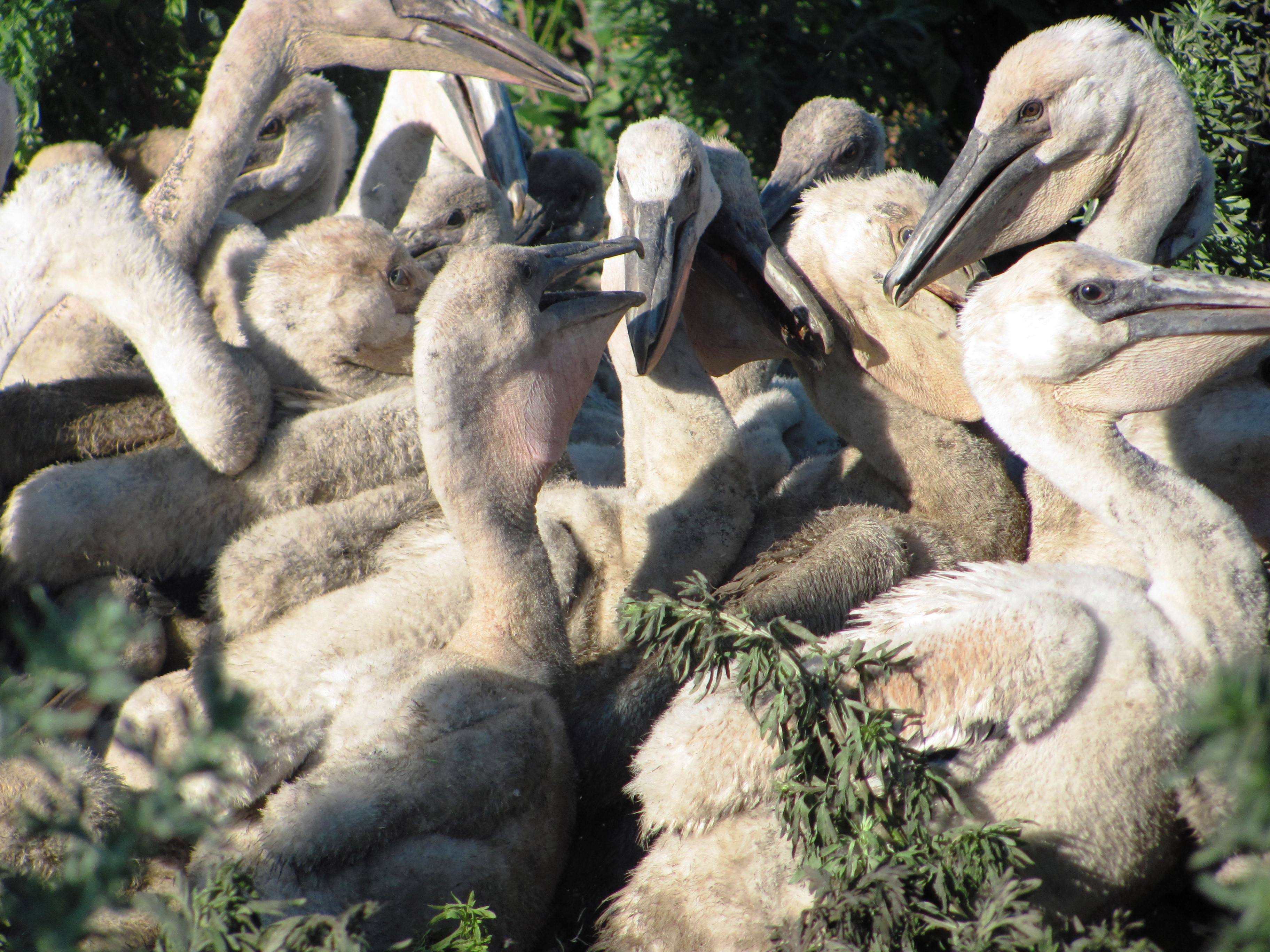
一群抱团的美洲鹈鹕幼鸟，摄于北达科他州伍德沃思

破壳11-12週后，幼鸟会追随其父母迁徙至越冬地，并在2岁大时开始繁殖。美洲鹈鹕不会重复利用去年的巢穴，但会拆除旧巢的材料来建筑新巢。美洲鹈鹕的寿命一般为15-20岁。

### 鸣叫
成年美洲鹈鹕只会在交配时发出低沉的咕噜声，而雏鸟则会在体温过高或过低时发出嘈杂的叫声。

## 与人类之间的关系
美洲鹈鹕对人类活动极度敏感，当人类靠近时会四散飞离，甚至会因此弃巢。正因为此，有学者认为绝不应当贸然进入美洲鹈鹕的繁殖地。

### 种群保育
美洲鹈鹕曾在20世纪中叶因其食鱼的习性而被认为是害鸟并被大量射杀。此外，其蛋壳亦会如其他鸟类一样受DDE等农药的影响而变得更为易碎 。美洲鹈鹕种群因此在1960年代大量减少，但随后因政府的立法保护及民众保护意识的增加其种群不再下降。目前美洲鹈鹕种群庞大且正在缓慢恢复，IUCN将其评为“无危”（LC）。